# 스티브 클레멘트

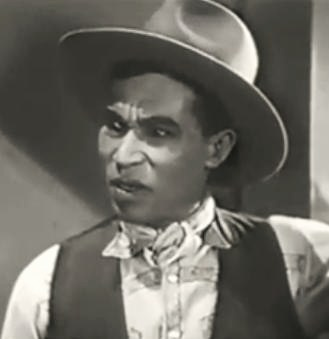

스티브 클레멘트(Esteban Clemento Morro, 1885년 11월 22일 ~ 1950년 5월 7일)는 멕시코의 배우이다.
멕시코시티에서 태어났으며 로스앤젤레스에서 사망하였다.

## 영화
- 싱 유어 워리스 어웨이 (1942년)
- 캡틴 마블의 모험 (1941년)
- 버저런티스 알 커밍 (1936년)
- 키드 밀리언스 (1934년)
- 비바 빌라! (1934년)
- 킹콩 (1933년)
- 마스크 오브 푸 만주 (1932년)
- 위험한 게임 (1932년)